# Província Central (Kenya)
La província Central de Kenya cobreix l'àrea al voltant de Nyeri, al sud-oest del Mont Kenya. Segons el cens 1999 la província tenia una població total de 3.724.159 habitants per a una àrea de 13,191.km².

## Clima
El clima de la província central és generalment més fresc que el de la resta de Kenya a causa de l'altitud relativament més alta de la regió. La precipitació és bastant abundant, caient en dues estacions, una a partir del principi de maig i un segon durant octubre i novembre.

## Altra informació
És un productor dominant del cafè, una de les exportacions dominants de Kenya. Molt del sector lleter de Kenya també es basa en aquesta província. Les prefectures de la província estan a Nyeri. La província central es divideix en set districtes.
| Districe                    | Població | Capital   |
| --------------------------- | -------- | --------- |
| Nyandarua                   | 479,902  | Ol Kalou* |
| Nyeri                       | 661,156  | Nyeri     |
| Kirinyaga                   | 457,105  | Kerugoya  |
| Maragua                     | 387,969  | Maragua   |
| Murang'a                    | 348,304  | Murang'a  |
| Thika                       | 645,713  | Thika     |
| Kiambu                      | 744,010  | Kiambu    |
| * antiga capital: Nyahururu |          |           |

Aquestes comunitats estan formades principalment pels següents grups ètnics: Agikuyu, Aembu i Ameru. La província està habitada per la comunitat parlant kikuyu gairebé exclusivament, que forma part del Bantú oriental de Kenya.
Durant la colonització de Kenya dels Britànics, molta de la província va ser incorporada com a part de les muntanyes blanques per a l'ús exclusiu de la comunitat colonial. Així era propensa als molts d'activitat política de les comunitats locals que se sentien que tenien un dret ancestral a la terra. Aquest fet culmina en els anys 50 amb la rebel·lió Mau Mau que va obligar a col·locar la regió sota un estat de l'emergència que va provocar detenció de líders polítics prominents.